# Goddamn
Goddamn è il primo singolo di Son of Dave estratto dall'album 02 nel 2004.

## Tracce
1. Goddamn – 3:30
2. San Francisco – 4:10

## Il video
Non venne fatto nessun video per questo brano.